# Иницијатива за РЕКОМ
Иницијатива за РЕКОМ је скраћени назив за Иницијативу за оснивање Регионалне комисије за утврђивање чињеница о ратним злочинима и другим тешким повредама људских права почињеним на територији бивше СФР Југославије од 1. јануара 1991. до 31. децембра 2001. године, коју су споразумно требале основати државе на подручју бивше СФРЈ. 
Иницијатива за РЕКОМ је у јавности заступљена преко РЕКОМ мрежа помирења (до 2019. Коалиција за РЕКОМ), која представља највећу мрежу невладиних организација (више од 2.200) на просторима држава насталих из распада СФР Југославије.. РЕКОМ мрежа помирења је 2019. одустала од даљњег инсистирања према државама наследницама СФРЈ на оснивању међувладине комисије. Том приликом је преузела бригу и одговорност да сама изради поименични попис жртава ратова насталих распадом СФРЈ.. Координаторка РЕКОМ мреже помирења је Наташа Кандић.